# 田岡一雄

山口組の“山菱”の代紋

田岡 一雄（たおか かずお、1913年〈大正2年〉3月28日 - 1981年〈昭和56年〉7月23日）は、日本のヤクザ、実業家。山口組三代目組長。甲陽運輸社長、芸能事務所・神戸芸能社社長、日本プロレス協会副会長。田岡満（映画プロデューサー）、田岡由伎（エッセイスト、音楽家喜多郎の元夫人）の父（子は異母兄妹）。

## 経歴

### 誕生から山口組三代目継承まで
1913年（大正2年） 、徳島県三好郡三庄村（後：三加茂町、現：東みよし町）大字西ノ庄高木の貧しい小作農家に、2男3女の次男(姉が三人 兄が一人の末子)として生まれる。父はすでに病没していた。田岡家の菩提寺は長善寺。
1919年（大正8年）、三庄村尋常小学校1年生のとき母親を過労で亡くし、一人だけ叔父の河内和四郎（鐘紡専属の荷役現場監督）に引き取られて神戸市兵庫区浜山通6丁目に転居。貰い子として叔母から冷遇され、酒飲みの叔父からは暴力を受けて育つ。
1925年（大正14年）浜山小学校を卒業し、兵庫尋常小学校高等科へと進学した。1927年（昭和2年）卒業後、地元の川崎造船所に旋盤見習工として入社するが2年後の1929年（昭和4年）、現場主任の横暴な注意の仕方に腹を立て箒で殴打してしまい会社を退職した。
会社を無断で辞めたことで叔父の家にも帰りづらくなり、歓楽街を徘徊するなどしていたが、兵庫尋常高等小学校高等科時代の同級生だった山口組二代目組長山口登の末弟・秀雄と街で偶然にも再会する。秀雄は沈んだ表情の田岡の身の上話を聞き、お金のかからない二代目山口組のゴンゾウ部屋（港湾人夫達の合同宿舎）を世話する。17歳になった田岡はクスボリ（うだつのあがらない不良の意）のグループに属しつつ、劇場などの夜警の仕事に従事した。街では不良を見つけては喧嘩を仕掛け、体を押さえつけて目から血が流れるまで指を強引にネジ込むといった苛烈な暴行を加えていた為、街では「クマ」の異名で呼ばれるようになり、田岡の姿を見ると不良少年達らは一目散に逃げるほど怖れられるようになる。
1930年（昭和5年）、山口組が用心棒を務める芝居小屋の木戸で小屋主が田岡らを「チンピラ」呼ばわりする見下した言動をしたため激昂し、上演中の舞台の花道に土足で乱入して舞台で暴れ回る騒動を引き起こす（湊座事件）。これがきっかけで畏敬の念を抱いていた登と初めて対面することになる。街で有名なクマの異名を聞き及んでいた登は、正座して反省し帰る家もない彼を舎弟・古川松太郎（登の妹婿）の家に預けて三下修業を積ませることにした。1932年（昭和7年）には、幕内力士の寶川が登の舎弟の大関玉錦を侮辱したとして寶川を短刀で襲撃し、右手の指2本を切断した上、額を割る事件を起こす。
1934年（昭和9年）、大正運輸争議が起きた。当時、大正運輸の従業員は日本港湾従業員組合（港従）に加盟していたが、会社側が4月10日、同社従業員二十名の解雇をしたことで神戸の同社艀船の一斉罷業に発展。これに対して会社が切り崩しを行った結果罷業続行が不可能になり、立て直しを図る港従は日本海員組合の支援を受け、陰山寿らが交渉にあたっていた。ここに登が調停を申し出たが海員組合長である浜田国太郎が拒絶。5月7日、浜田邸を訪れた山口組の代表者と会員組合側で乱闘となり、山口組の３名のうち西田幸一が死亡、他２名も負傷した。登は斡旋を継続し、5月8日に妥協が成立したが解雇は撤回出来ず、海員組合内部で争議の指導失敗が紛争となった。一方、田岡は独断で海員組合本部に乗り込み組合長を斬りつけたが、山口組と海員組合が決定的に対立するのを避けるために追い打ちはせずに九州に逃亡。のち神戸相生橋署に出頭し、傷害罪で懲役1年の実刑判決を受け、神戸刑務所で服役している。
1936年（昭和11年）1月20日に二代目山口組の正式な若衆となる。
1937年（昭和12年）2月25日、田岡は山口春吉の舎弟に金を無心し断られ乱暴を働いた大長政吉を福原遊廓で襲撃、熱された鉄瓶で殴打して政吉の頭を割り大火傷などの重傷を負わせる。瀕死の兄の姿を見て激昂した大長八郎（政吉の弟）が刀で武装して切戸町の山口組本家に殴り込みをかけると、田岡は八郎と決闘し逆に日本刀で斬殺した。このため殺人罪で逮捕起訴され、神戸地裁で懲役8年の実刑判決を受け、神戸刑務所、大阪刑務所、膳所刑務所、京都刑務所、高知刑務所で服役する。獄中では、崇拝する頭山満や玄洋社に関する本を読んでいた。皇紀2600年の恩赦で1943年（昭和18年）7月13日に出所した。二代目組長の登は出所前年の1942年（昭和17年）に死亡し、登の舎弟達が辛うじて山口組を維持している状態であり、田岡は終戦後、湊川の下沢通１丁目に自らの名を冠した田岡組を立ち上げることになる。
第二次世界大戦終戦直後に社会情勢が混乱し警察力が弱体化すると、神戸の町や庶民の生活の場となっていた闇市では治安が極度に悪化し、愚連隊化した三国人の支配力が強くなっていた。田岡は彼を慕って集まった人間達と自警団を組んで三国人グループに対抗することで頭角を現し、登の死後長らく空位であった三代目組長へ推す声が高まった。
1946年（昭和21年）10月、組の長老たちの推薦により、山口組三代目組長を襲名した。

### 三代目組長襲名後
三代目襲名時の山口組の組員は三十数人に過ぎなかったが、田岡はこれを全国規模の組織に拡大し、警察庁から広域暴力団の指定を受けるまでに育て上げた。
田岡は賭博と麻薬を禁止し、各組員に職業を持たせ、賭場を収入源としないヤクザ組織を作ろうとした。賭博のテラ銭は、競輪、競馬及び競艇の公営競技の隆盛によって主要な収入源ではなくなったため別のしのぎを模索することになり、戦前からある浪曲興行からその他の演芸興行全般に手を広げ、平行して神戸港の港湾荷役にも進出した。
1953年(昭和28年)1月17日、全国港湾荷役振興協議会（全港振）設立の際には会長の藤木幸太郎を助け、自らも副会長に就任した。
1953年（昭和28年）、山本健一らによる鶴田浩二襲撃事件で鶴田襲撃を命じた張本人とされて全国指名手配を受け、同年4月20日、天王寺署に出頭、逮捕される。同年5月4日、処分保留で釈放され、不起訴処分となる。
1957年（昭和32年）、芸能プロダクション・神戸芸能社を設立した。神戸芸能社は美空ひばり、田端義夫などトップ・スターの興行を手がけた。港湾荷役と神戸芸能社は組の二大収入源となり、山口組のその後の全国的な活動を支えた。

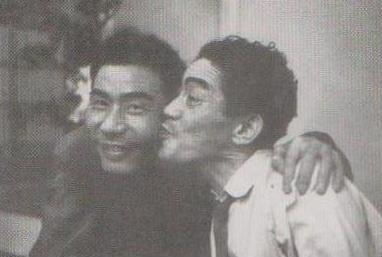
酒席で田岡の顔に接吻する榎本健一
1951年（昭和26年）

ヤクザとして活動する一方で田岡は公的機関である「神戸港船内荷役調整協議会」の委員という公職にも就いており、1959年には神戸水上消防署の一日署長を務めた。
60年安保後、児玉誉士夫が日本国内の共産主義勢力へ対抗するためヤクザを反共勢力として組織する東亜同友会構想を計画したが、田岡は他組織との対立により参加せず構想は頓挫した。60年代半ばになり、それまで田岡の後ろ盾になっていた大野伴睦や河野一郎ら「党人派」の政治家が死去し、池田勇人や佐藤栄作ら「官僚派」が主流となり、警察もヤクザの力を借りる必要がないほど治安力を増強させたことから、官僚と警察は山口組を市民社会から閉め出しにかかる。田岡は経済派の岡精義に経営関係を、武闘派の地道行雄には抗争の指揮を委ね、「事業と抗争」「経済と暴力」の二本立てで山口組を運営していく。
1950年代から60年代にかけて傘下の団体が全国へ進出、各地で抗争事件を引き起こした。田岡は各組の利権獲得のための抗争を黙認したため、全国各地で流血事件が相次ぎ、一般市民は山口組への恐怖と嫌悪を募らせた。それは1964年（昭和39年）に始まる「第一次頂上作戦」に口実を与え、これが1966年（昭和41年）に本格化する「山口組撲滅計画」に繋がっていった。
1963年（昭和38年）に田中清玄や菅原通済と連携した麻薬追放国土浄化同盟を結成し、市川房枝らとともに麻薬撲滅運動を展開しているが、横浜に支部（益田組）を出した時には地元勢力とトラブルとなった。

### 第一次頂上作戦以降
1964年（昭和39年）の山口組を壊滅する為の「第一次頂上作戦」が始まると、資金源の要であった神戸港の港湾事業に司直のメスが入り、傘下の甲陽運輸が業務監査を受け、山口組は港湾業務から撤退した。
警察の動きに対して若頭・地道行雄（地道組組長）が山口組解散へと動くが、田岡は「わし一人になっても山口組を続ける」と発言した。幹部会では山本健一（山健組組長）、菅谷政雄（菅谷組組長）、梶原清晴（梶原組組長）、山本広（山広組組長）ら若頭補佐が解散に反対。この結果、地道は失脚し、山本健一の力が増した。1965年（昭和40年）に入ると、田岡が心筋梗塞で病床に伏せていた事もあり、集団指導体制へ移行した。
1966年（昭和41年）12月28日、自らが経営する甲陽運輸の脱税容疑で神戸地検に起訴される。
1968年（昭和43年）1月11日に吉本興業の林正之助社長と共に、「レコード会社乗っ取り容疑」で兵庫県警に逮捕される（不起訴）。
同年2月、職業安定法違反で神戸地検に起訴される。
1969年（昭和44年）4月25日、恐喝と威力業務妨害で神戸地検に起訴される。
「第一次頂上作戦」後も勢力の拡張を続けるが、1978年（昭和53年） 7月11日に京都のクラブ「ベラミ」で7月23日傘下の佐々木組と対立していた二代目松田組系大日本正義団の組員・鳴海清に後ろから撃たれ負傷する。
銃撃は38口径の拳銃で行われ、田岡に当たった銃弾は首の後ろ右から左へ抜け、右側に縦1.5cm、横0.6cm、左側に縦1.3cm、横0.6cmの貫通銃傷をつくった。田岡の命に別状はなかったが、流れ弾は後ろにいた2人の医師に当たり重軽傷を負わせた。なお、事件発生当時、田岡のボディーガードとして付いていた細田利明（細田組組長）は、イタリア製自動拳銃で武装していたため銃刀法違反で逮捕。田岡も回復後に不法所持を黙認していたとして捜査を受けている。
これにより「第3次大阪戦争」と呼ばれる大規模な拳銃乱射事件が始まり、同年11月に山口組が終結の記者会見を開くまで続いた。田岡は関西労災病院にて治療後、料亭にベラミ関係者を呼んで謝罪した。
1981年（昭和56年）7月23日、急性心不全により68歳で死去。戒名は永照院仁徳一道義範大居士。若頭の山本健一が跡目に決まっていたが、翌1982年（昭和57年）には山本も病気で急逝したことで、跡目相続問題は解決までに長い年月を要する争いへと発展することとなった（山口組四代目跡目問題、山一抗争）。なお、四代目の跡目争いには田岡の未亡人であった文子の意向が強く働いている。
2013年（平成25年）7月23日、神戸市灘区の自宅において三十三回忌法要が弔い上げとして執り行われた。施主は長女田岡由伎、司会は長沢純。

## 芸能プロモーターとして
1957年4月に芸能プロダクション神戸芸能社の看板を掲げ、芸能プロモーターとしても活動。特に国民的歌手である美空ひばりの後見人となり、ひばりプロダクション副社長になって美空ひばりの興行権を握ったことで、若くして京都以西では「田岡なしでは興行ができない」とまで言われる実力者に台頭した。美空ひばりが東映と映画出演の専属契約を結んだ関係から、後に映画界のドンと謳われた岡田茂とは、阿吽の呼吸で知られ、岡田の指揮する「東映任侠映画」や「実録ヤクザ映画」に協力し、高倉健や菅原文太、勝新太郎など数多くの俳優とも親交を持った。
青田昇によれば、戦後の混乱期においてはプロ野球の試合は、地回りの興行組織の機嫌を伺わなければ開催できずに嫌がらせを受けていたが、プロ野球ファンであった田岡は、野球は国民的娯楽だからと山口組の全国進出以後はそのような慣習なしでも開催できるよう取り計らいをしたという。

## 人物
- 田岡は「東洋のアル・カポネ」と称される。アル・カポネはアメリカギャングの親玉だが、犯罪組織を近代化したことで知られる。田岡が創立した港湾荷役会社の甲陽運輸では、前科持ちや住民票のない者が多かった港湾労働者を団結させ、組合を結成させた[13]。
- 組員に対しては合法的な収入源を持つように勧めた。それまでのヤクザ組織には無かった合法事業を持つ舎弟と若衆には、非合法な事業を扱わせずに、組織の分業化を進め、結果として組の運営を合法事業と非合法事業に分けることにより、安定した資金源と、非合法な力を持つことになった。本人も「これからのやくざは経済新聞を読まなきゃあかん」「株の動向に注意するぐらいでないとあかんぞ」「正業へつけ正業へ」が口癖であったという。
- 山口組ではハロウィンに近隣の子供たちにお菓子を配る習慣があるが、これは田岡が始めたものである。1970年代、日本ではハロウィンはまだ知られていなかったが、山口組総本部は高級住宅街に近く、外国の領事館員や駐在員の住民の子供たちが、そうと知らずに山口組にもハロウィンで訪ねて来た。最初は小遣いをやって帰らせていたが、田岡がハロウィンについて調べさせ、以降はお菓子を用意するようになったという[14]。
- 田岡と高倉健は親しく[15]、田岡は山口組を題材とした高倉主演の作品の撮影現場を訪ねており、彼を激励していた[16]。田岡は高倉と江利チエミの結婚披露宴にも招待され、清川虹子の自宅で美空ひばり・小林旭夫妻と共に高倉・江利夫妻と一時を過ごした[17]。酔った小林が高倉に自分の腕時計をプレゼントしようとし、恐縮した高倉は丁重に断ったものの、当時映画スターとして高倉より格上だった小林は、高倉に受け取れと強引に迫った。困り果てた高倉にその場にいた田岡が「健さん、もらっとき。気にせんでええ。旭にはワイのをやるよってな」と助け舟を出し、険悪になりかかった雰囲気を丸く収めた[17]。田岡は1965年（昭和40年）に心筋梗塞で危篤に陥り面会謝絶になったが、高倉は江利を伴い見舞いに訪れた[18]。
- 当時は大きな問題にならなかったが、大鵬の後援者としても有名であった[19]。

## 田岡を支えた主な山口組最高幹部

### 戦後・昭和20年代
- 若頭：安原政雄
- 若頭補佐等：吉川勇次
- 舎弟：松本一美、岡精義、三木好美

### 昭和30年代から頂上作戦
- 若頭：地道行雄
- 舎弟頭：松本一美
- 若頭補佐等：菅谷政雄、山本健一、梶原清晴、山本広、白神英雄、柳川次郎、小西音松
- 舎弟：藤村唯夫、中井啓一、湊芳治

### 頂上作戦以降
- 若頭：梶原清晴、山本健一
- 若頭補佐等：山本広、中西一男、小田芳一、清水光重、小田秀臣、竹中正久、益田佳於、加茂田重政、中山勝正、溝橋正夫、伊豆健児

## 田岡をモデルにした作品
- 映画『山口組三代目』（1973年、東映） - 演：高倉健
- 映画『三代目襲名』（1974年、東映） - 演：高倉健
- 映画『仁義なき戦い 代理戦争』（1973年、東映） - 演：丹波哲郎
- 映画『実録外伝 大阪電撃作戦』（1976年、東映） - 演：丹波哲郎
- 映画『日本の首領』（1977～78年、東映） - 演：佐分利信
- 映画『総長の首』（1979年、東映） - 演：俊藤浩滋
- 映画『制覇』（1982年、東映） - 演：三船敏郎
  - 原作は志茂田景樹、実際に起こった三代目山口組と二代目松田組との抗争事件、「大阪戦争」がモデルとなっている。
- 映画『最後の博徒』（1985年、東映） - 演：丹波哲郎
- 映画『極道の妻たち 三代目姐』（1989年、東映） - 演：丹波哲郎
- テレビドラマ『美空ひばり物語』（1989年12月30日、TBS） - 演：ビートたけし

## 著書
- 『田岡一雄自伝 山口組三代目』全3巻 1973年-1974年（トクマドキュメントシリーズ）徳間書店 のちに文庫化（1982年）
  - 『田岡一雄自伝 山口組三代目 電撃篇』1973年10月 ISBN 4-19-132335-0
  - 『田岡一雄自伝 山口組三代目 迅雷篇』1974年 ISBN 4-19-132336-9
  - 『田岡一雄自伝 山口組三代目 仁義篇』1974年6月 ISBN 4-19-132337-7
- 『山口組三代目 田岡一雄自伝』全3巻 1982年 徳間文庫（徳間書店）のちに文庫新装版（2009年1－3月）
  - 『山口組三代目 田岡一雄自伝 電撃篇』徳間書店〈徳間文庫〉、1982年6月15日。ISBN 4-19-597322-8。NDLJP:12193044。
  - 『山口組三代目 田岡一雄自伝 迅雷篇』徳間書店〈徳間文庫〉、1982年7月15日。ISBN 4-19-597334-1。NDLJP:12196000。
  - 『山口組三代目 田岡一雄自伝 仁義篇』徳間書店〈徳間文庫〉、1982年7月15日。ISBN 4-19-597335-X。NDLJP:12196075。
- 『山口組三代目 田岡一雄自伝』（『週刊アサヒ芸能』創刊50周年特別企画）2006年10月 徳間書店 ISBN 4-19-862238-8
- 『完本 山口組三代目 田岡一雄自伝』（徳間文庫カレッジ）2015年6月 徳間書店 ISBN 978-4198622381